# Municipio de Teapa
El municipio de Teapa es un municipio perteneciente al estado de Tabasco, México. Su cabecera municipal es la ciudad de Santiago de Teapa, y cuenta con una división constituida, además, por 18 ejidos, 15 rancherías, 1 poblado, 6 colonias y 1 villa.
Su extensión es de 679.78 km², los cuales corresponden al 2.76% del total del estado; esto coloca al municipio en el decimosexto lugar en extensión territorial, lo que lo hace el segundo más pequeño de los municipios de Tabasco. Colinda al norte con los municipios de Centro y Jalapa; al Sur y Oeste, colinda con el estado de Chiapas, y al este con el municipio de Tacotalpa.

## Toponimia
Su nombre proviene del vocablo náhuatl Te-apan, de donde Tetl significa "piedras" y apan significa "sobre", y cuyo significado sería "río sobre piedras" o "río de piedras", y se traduce como "rivera de piedras"; dicho nombre se refiere a uno de los ríos que atraviesan a la ciudad.

## Historia
De acuerdo con la Historia de Tabasco, de Manuel Gil y Sáenz, los primeros pobladores de Teapa fueron zoques de origen Olmeca (ss. IV a X).
Durante la conquista, los españoles denominaron a esta región Sierra de los zoques. El primer encomendero de Teapa fue Bernal Díaz del Castillo en 1549, y, al ser nombrado capitán de Guatemala, entregó la encomienda a Rodrigo de Grado.
Dícese que Díaz del Castillo, ya avecindado en Guatemala, hizo una visita a su antigua encomienda de Teapa y montó en cólera al descubrir que Rodrigo de Grado había marcado con fierro candente a los indios, y que llegó a sostener con éste un duelo con espadas. A Bernal Díaz del Castillo se le reconoce como el fundador de Teapa.
En la ruta hacia Ciudad Real (hoy, San Cristóbal de las Casas, Chiapas), encabezando a un grupo de frailes dominicos, pasó por Teapa y Tecomajiaca fray Bartolomé de las Casas, quien iba a hacerse cargo del obispado de Chiapas. El relato de este viaje es descrito extraordinariamente por fray Tomás de la Torre, en su obra “Desde Salamanca, España, hasta Ciudad Real, Chiapas: diario de viaje, 1544-45”.
Fueron precisamente los frailes dominicos los que se encargaron de la evangelización y catequización de los naturales de Teapa y Tecomajiaca luego de la fundación del convento de Oxolotán en Tacotalpa (1633).
Entre 1715 y 1725, un grupo de misioneros franciscanos construyó con piedras las paredes de las iglesias de la villa de Santiago de Teapa y Tecomajiaca, los techos de guano y los campanarios sobre postes de madera.
Durante el movimiento de independencia, la única voz que se levantó en Tabasco fue la de José María Jiménez, pero pronto fue acallada por el gobierno colonial que de inmediato ordenó su captura y encarcelamiento.
En 1821, España reconoció la independencia de México, pero durante los primeros años los mexicanos debieron experimentar una serie de luchas por el poder; así, hacia el fin de la primera década de vida independiente, centralistas y federalistas se hallaban enfrascados en una lucha sin cuartel.
A fines de diciembre de 1829, los federalistas tabasqueños, encabezados por Francisco Nicolás Maldonado, luego de una sonada militar centralista, habían reinstalado en el poder al vicegobernador Juan Dionisio Marcín, quien decidió gobernar desde la villa de Santiago de Teapa.
A fines de enero de 1830, Maldonado, al mando de 600 hombres, se traslada a la villa de Santiago de Teapa para reforzar el gobierno federalista; el 16 de febrero, Maldonado y sus hombres salen de Teapa para atacar San Juan Bautista (hoy, Villahermosa) que había sido tomada por los centralistas. El 20 de febrero, Maldonado entra victorioso a San Juan Bautista haciendo huir a los cabecillas centralistas con rumbo a Yucatán.
Debido a que la villa de Santiago de Teapa se distinguió durante esta lucha como bastión del federalismo en Tabasco, ante la asonada militar que intentaron los centralistas, el H. Congreso del estado decretó, el 28 de febrero de 1830, atribuir el título de Heroica a la villa. Firmaron el decreto los diputados Miguel Quiroga, José María Sastré y Francisco Díaz del Castillo. Erradicada la amenaza centralista, a fines de marzo de ese año la capital del estado retornó a San Juan Bautista.
Diez años más tarde, el 17 de julio de 1840, la lucha entre federalistas y centralistas se había recrudecido nuevamente; ese día, las fuerzas federalistas, al mando de Eulalio Maldonado, fueron derrotadas en la villa de Santiago de Teapa por los centralistas que encabezaba el coronel Francisco Alcayaga.
El 24 de junio de 1845, en la villa de Santiago de Teapa, se sublevan contra el gobierno de Juan de Dios Salazar (santanista) los capitanes Rafael Belchez, Agustín González y Domingo Medina, así como el teniente José Berna, que apoyaban al depuesto gobernador José Víctor Jiménez Falcón (herrerista).
El 6 de enero de 1847, el gobernador Justo Santa Anna Cabrera refugia su gobierno en la villa de Santiago de Teapa, ante las dificultades surgidas entre él y el comandante general, coronel Juan Bautista Traconis, quien al final fue sometido; Santa Anna retornó a San Juan Bautista el 17 de enero.
El 23 de marzo de 1848, el Congreso del Estado otorga permiso a Nicolás Beltrán para construir un puente en el arroyo “El Limón”, que cruza el camino de San Juan Bautista a Teapa, y el 30 de junio de ese año se funda en esa villa el Liceo Tabasqueño.
Hacia la segunda mitad del siglo XIX la villa de Santiago de Teapa había cobrado importancia geográfica estratégica; debido a ello,  el 4 de enero de 1851 el Congreso del Estado declara que esa población se eleva al rango de ciudad y pasa a ser cabecera del departamento de la Sierra.
Durante la administración del gobernador Joaquín Ferrer Martí en 1853, hubo una sublevación en la ciudad de Teapa encabezada por el capitán Agustín González Romero; esta rebelión que era alentada por Justo Santa Anna Cabrera, había prendido también en Tacotalpa y cuando se disponían tomar la villa de San Francisco de Macuspana fueron sometidos por las fuerzas milicianas del gobernador Ferrer al mando de Pedro López, del teniente Pomposo Díaz del Castillo y de Prudencio Torres.
A principios de 1858 se dieron una serie de pronunciamientos en diferentes localidades de la Sierra para apoyar al presidente Benito Juárez que había sido puesto en prisión por los generales Ignacio Comonfort y Félix Zuloaga que enarbolaban el Plan de Tacubaya; este movimiento contra Juárez fue secundado en Tabasco por el gobernador Victorio Victorino Dueñas Outruani. Los sublevados aparte de apoyar a Juárez, desconocían el gobierno de Dueñas y proponían para gobernador a Justo Santa Anna Cabrera. El capitán Lorenzo Prats, encabezando a los descontentos de la Sierra se concentra en Teapa y avanzan para San Juan Bautista, pero es rechazado. Mientras tanto, el coronel Lino Merino sale de Tacotalpa y se estaciona en Teapa, dejando a sus tropas bajo el mando de Juan Correa, en tanto viaja a Chiapas para solicitar el apoyo de tropas algobernador Ángel Albino Corzo. A este envío de tropas chiapanecas a Tabasco se le conoce como La Segunda Guerra de los Coletos.
Teapa, por su situación geográfica, no se vio envuelta en la revolución carrancista, habiendo tan sólo un levantamiento frustrado, siendo arrestados como dirigentes don Pedro Padilla, Nabor Cornelio, el albañil Antonio Sánchez y los campesinos José y Manuel González de la Rivera de la Montaña, los que conducidos a San Juan Bautista iban a ser fusilados pero se salvaron gracias a la oportuna intervención de Nicandro L. Melo.
En junio de 1914,  se sublevaron en las rancherías del bajo Teapa, en la finca Santa Ana del licenciado Duque de Estrada, el motorista Antonio Zurita y el mayordomo Jerónimo Zalaya al grito de ¡viva Carranza!, llevándose algunos mozos, armas, caballos, monturas, intentando luego asaltar a don Feliciano Padrón en su finca, acto que evitó en mano. En el mes de julio, Abraham Merino y Clemente Hernández se sublevaron en la misma ranchería asaltando la finca Santa Ana, tomando después rumbo a Alvaradito en donde el capitán Fausto Rosario los alcanzó derrotándolos y recogiéndoles caballos y armas.
Otro acontecimiento interesante fue la derrota, por sorpresa, infringida por el teniente federal José Pacheco a los revolucionarios de la Chontalpa, comandados por los generales Pedro C. Colorado e Isidro Cortés.
El acontecimiento más importante, de gran repercusión en Teapa, fue la invasión americana de Veracruz en abril de 1914. Con este motivo se organizó en Teapa la juventud, instruida por el teniente José Ornelas. En esta ocasión hubo un mitin en el kiosco del parque Hidalgo en el que hablaron el profesor José Ochoa Lobato y el joven Miguel Alfaro.
En 1947 se inaugura en la ciudad de Santiago de Teapa la estación "Morelos" del ferrocarril del Sureste, enlasando a la ciudad con el sistema férreo nacional.

## Personas destacadas
- Félix Fulgencio Palavicini: (1881–1952). Político, escritor y periodista. Fue maderista; el grupo renovador lo llevó a la Cámara Federal de Diputados, tomó parte en el Congreso Constituyente de 1917. Se desempeñó como secretario de Educación Pública y como diplomático. Fundó uno de los principales diarios del país: "El Universal".

## Población

### Evolución demográfica
De acuerdo a los resultados que presenta el II Conteo de Población y Vivienda del 2005,  el municipio cuenta con un total de 49,262 habitantes.
Población Total por Grandes Grupos de Edad
1990-1995 (en porcentajes)
- Movimiento de la Población
- Población Total por Sexo
- 1950-2000
- Año Total Hombres % Mujeres %

1950 10,240 5,188 50.7 5,052 49.3
1960 13,796 6,978 50.6 6,818 49.4
1970 20,128 10,179 50.6 9,949 49.4
1980 26,376 13,184 50 13,192 50
1990 35,519 17,847 50.2 17,672 49.8
2000 45,795 22,684 49.53 23,111 50.47
Fuente: Cuaderno Estadístico Municipal 1998 INEGI
XII Censo General de Población y Vivienda 2000.
De acuerdo a los resultados preliminares del XII Censo General de Población y Vivienda 2000 del INEGI, el municipio cuenta con 45,795 habitantes- 22,684 hombres (49.53%), y 23,111 mujeres (50.47%)- que representan el 2.42% de la población total del estado. Registra una densidad de población de 67 hab/km².

## Principales localidades
- Santiago de Teapa: cabecera municipal, en ella se encuentran ubicados los principales edificios públicos del municipio y las representaciones estatales y federales. Las principales actividades económicas son el comercio, los servicios y el turismo. Su población es de 29,068 habitantes. Se localiza a 52 km de la capital del estado.

- Villa Juan Aldama: Las actividades preponderantes son la agricultura de plantaciones y ganadería. Su distancia de la cabecera municipal es de 13 km y su número de habitantes es de 4,152.

- Vicente Guerrero (Lerma): las actividades preponderantes son la agricultura, ganadería y el turismo. Su distancia a la cabecera municipal es de 8 km y su número de habitantes es 1,725.

- Miguel Hidalgo 2da. Sección (Francisco Sarabia): sus principales actividades son la agricultura de plantaciones, la producción de básicos y la ganadería. Su distancia a la cabecera municipal es de 8 km y su número de habitantes es de 1,506.

- Andrés Quintana Roo: las actividades preponderantes son la agricultura de plantaciones y la ganadería. Su distancia a la cabecera municipal es de 24 km y su número de habitantes es de 1,180.

- Ignacio Allende 2da. Sección: sus principales actividades son la agricultura y la ganadería. Su distancia a la cabecera municipal es de 8,5 km y su número de habitantes es de 1,077.

- Hermenegildo Galeana: sus principales actividades son la agricultura de plantaciones, la producción de básicos y la ganadería. Su distancia a la cabecera municipal es de 20,5 km y su número de habitantes es de 1,039.

## Geografía
El municipio de Teapa se localiza en la subregión de la sierra y tiene como cabecera municipal a la ciudad de Teapa, la que se ubica al sur del estado entre los paralelos 17°32′ de latitud norte y los 92°57′ de longitud oeste.
El municipio se encuentra en una zona intermedia entre la planicie pluvial y la sierra de Tabasco, predominando las sierras bajas con ligeras pendientes. También, se localizan algunos cerros con elevaciones inferiores a los 1000 m s. n. m. entre los que sobresalen “El Azufre” y “El Coconá”; en este último se ubica el área de protección ecológica llamada grutas del Coconá, declarada por el congreso del estado monumento natural,  el cual comprende 442 ha.
Las estribaciones de los ejidos Vicente Guerrero, San José, Puyacatengo, Arcadio Zentella, junto con las elevaciones del cerro El Madrigal, Poaná, Tapijulapa y La Campana del municipio de Tacotalpa, conforman el corredor montañoso denominado Sierra de Tabasco, que fue declarado por el congreso del estado área natural protegida en la modalidad de parque estatal de la sierra, que tiene una superficie de protección de 15,112.3 ha. La altitud de la cabecera municipal es de 50 m s. n. m.

### Límites municipales
Tiene límites administrativos con los siguientes municipios o accidentes geográficos, según su ubicación:
| Noroeste: Juárez                  | Norte: Centro                         | Nordeste: Jalapa         |
| Oeste: Pichucalco (Chiapas)       |                                       | Este: Jalapa y Tacotalpa |
| Suroeste: Ixtapangajoya (Chiapas) | Sur: Amatán e Ixtapangajoya (Chiapas) | Sureste: Tacotalpa       |

### Hidrografía
El municipio se encuentra en la región hidrológica Grijalva-Usumacinta (RH30), dentro de la cuenca del Grijalva–Villahermosa (La más extensa del estado, 41%  de la superficie global), subcuenca río de la sierra.
Los principales cuerpos de agua están representados por los ríos Teapa, Puyacatengo, Pichucalco, y la laguna de Sitio Grande.

### Clima
El clima es cálido húmedo con lluvias todo el año; tiene una temperatura media anual de 27,8 °C, siendo la máxima media mensual en junio de 43 a 45 °C y la mínima media en diciembre de 18 a 21 °C. La máxima y la mínima absoluta alcanzan los 50 °C y 7 °C, respectivamente.
El régimen de precipitaciones se caracteriza por un total de caída de agua de 3.862,6  mm, siendo un promedio máximo mensual de 569,7 mm en el mes de septiembre y una mínimo mensual de 167,4 en el mes de abril.
Las mayores velocidades del viento se concentran en los meses de octubre y noviembre, las cuales alcanzan los 31 km/h, y en junio y julio los 30 km/h.

### Flora y fauna

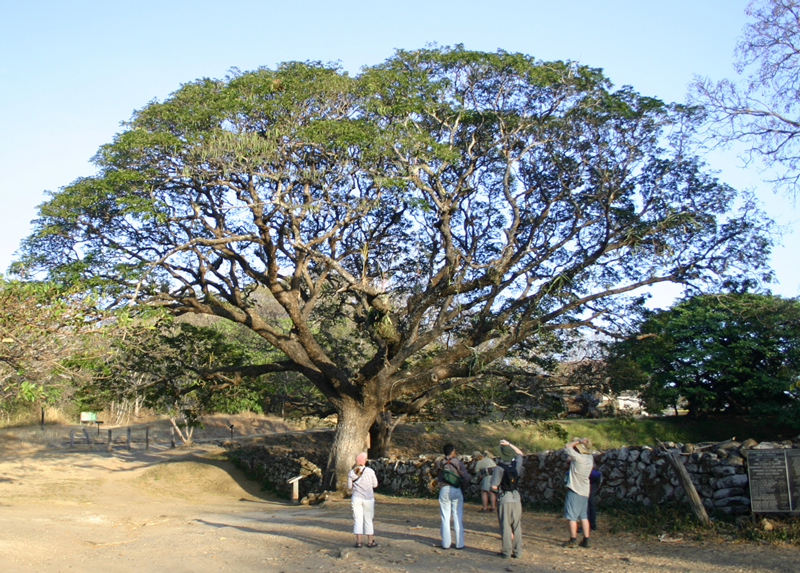
El Samán, un árbol representativo de la selva lluviosa teapaneca.

De acuerdo con la ley general del equilibrio ecológico y protección al ambiente, publicado en el diario local de la federación el 10 de diciembre de 1996, se considera como fauna silvestre a las especies animales terrestres, que subsisten sujetas a procesos de selección natural, cuyas poblaciones habitan temporal o permanentemente en el territorio nacional y se desarrollan libremente, incluyendo sus poblaciones menores que se encuentran bajo control del hombre, así como los animales domésticos de captura y apropiación.
Las alteraciones que ha venido sufriendo la vegetación del municipio, así como por la caza furtiva, han propiciado que la fauna nativa haya tenido que emigrar sin establecer fronteras definidas.
Lo anterior, redunda en la dificultad para precisar las especies que aquí habitan, así como la de establecer con cierta aproximación su población.
Pero la experiencia y el contacto con los lugareños de estas zonas, nos permiten establecer el listado siguiente.
Mono araña, aullador, tepezcuintle, tlacuache, armadillo, conejo, y algunas aves como el zanate, pijije, garza blanca, gavilán y reptiles como nahuyaca, iguana, cocodrilo y sauyan.
Tabasco cuenta con una riqueza biótica, que si bien ha sido duramente tratada en los últimos 50 años, aún mantiene muestras representativas de ecosistemas de importancia internacional, como son selvas tropicales, los pantanos, manglares, además de ríos lagunas y zonas costeras.
En el municipio de Teapa predomina la selva alta perennifolia de 15 a 30 m de altura, así como algunas selvas secundarias producto de perturbaciones de selvas primarias. La población cuenta con recursos forestales factibles de aprovechamiento, entre los que destacan algunas especies maderables.

## Economía
El municipio tiene una superficie de 67,978  ha. De acuerdo al Cuaderno Estadístico Municipal edición 2000 del INEGI, la superficie agrícola ocupaba el 17.14%,  la pecuaria de 51,72%,  la forestal de 19.02%  y el  12.12%  restante estaba destinada para áreas urbanas, cuerpos de agua y áreas improductivas.

### Sector primario

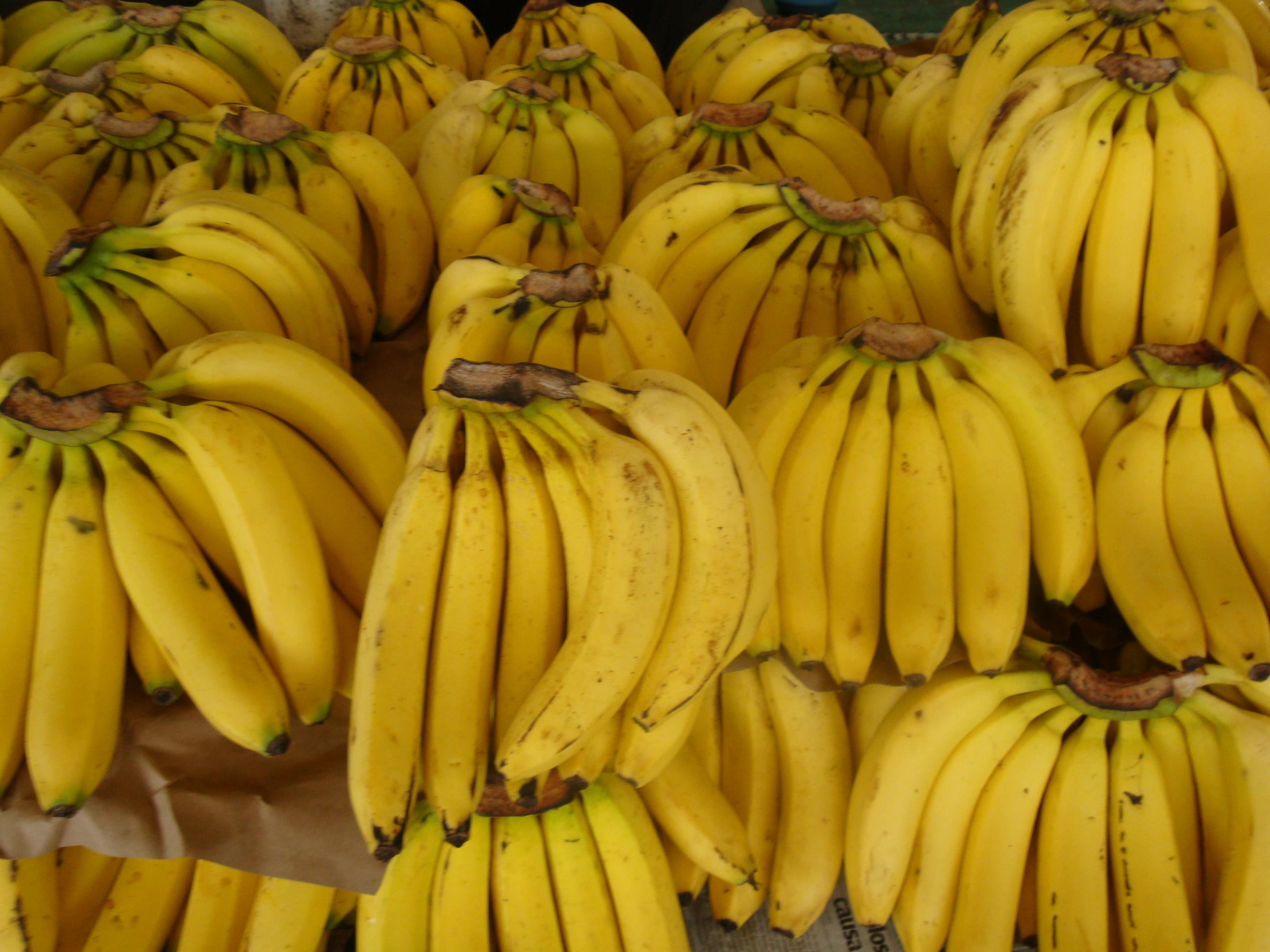
El municipio de Teapa es el principal productor de plátano en el estado de Tabasco, y uno de los principales a nivel nacional, exportando esta fruta a Europa y Asia.

#### Agricultura
Es el principal productor de plátano en el estado; en 1990 representaba el 95% del valor de la producción agrícola del municipio. Dicha fruta se comercializa en el centro del país y el excedente se exporta a países de Europa y Asia.
En 1997 la superficie sembrada fue de 5,742 ha, de esa superficie la actividad platanera ocupaba 4,038 ha, que representó el 70.32% de la superficie agrícola municipal, el maíz ocupó 709 ha que representó el 12.35% y el 17.36% restante en frutales entre los que sobresalen el café, hule hevea, naranja y en mínima escala limón, aguacate, mamey, chicozapote y pimienta.

#### Ganadería
La ganadería es otro sector importante en la economía local, practicándose esta actividad de manera extensiva. Según datos del INEGI, en 1997 existían 49,532 cabezas de bovinos, 10,310 porcinos, 1,862  ovinos, 5,372 equinos y 86,587 aves de corral.

#### Pesca
Esta actividad es de baja escala, sólo se dedica a ella una cooperativa que agrupa a pescadores de la laguna “Sitio Grande”, destinando su producción para autoconsumo y a la comercialización municipal del poco excedente.
En 1997, el volumen de captura fue de 25 t, 24 de Tilapia y 1 de Pejelagarto. En el municipio opera el vivero de peces del gobierno del estado.

### Sector secundario

#### Industria
La actividad industrial en el municipio está representada principalmente por las graveras. Existen además una fábrica de empaque de cartón, así como algunas microindustrias dedicadas a la fabricación de embutidos y a la industrialización de productos lácteos y del plátano.

### Sector terciario

#### Comercio
11 de Diconsa, tienda Tele-Servi, mueblerías, almacenes de ropa, telas, zapaterías entre ellas BHermanos, 3 Hermanos, ferretería, farmacias, papelerías, supermercados como MI Bodera Aurrerá y un Super Che de reciente apertura, Oxxo y Extra. También cuenta con una tienda Elektra, una tienda Milano, una tienda Coppel, una tienda Parisina, una tienda Famsa, bancos; Banamex, HSBC, BBVA
y casas de empeños.

#### Servicios
El municipio cuenta con servicios de bancos, cajeros automáticos 2 hoteles de 2 estrellas y 1 de 3 estrellas, restaurantes, gasolineras, autotransporte federal de carga, autotransporte federal de pasajeros y taxis. además de tener servicio de radio taxis.

## Turismo
El municipio de Teapa, cuenta con diversos atractivos turísticos y culturales. El acceso de visitantes al municipio es constante durante todo el año debido a que es un polo ecoturístico, además de contar con acceso directo de la carretera federal 195 que viene de Villahermosa, capital del estado de Tabasco, la cual está ubicada a 52 km.

### Pueblo Mágico
La ciudad de Teapa obtuvo la denominación como Pueblo Mágico el 26 de junio de 2023, debido a que cuenta con varios monumentos históricos, el manantial "El Mure", así como muchas casas particulares que datan del siglo XIX.

### Monumentos históricos

#### Templo de Tecomajiaca
Fue el primero que se erigió en el municipio. Su construcción data de los años 1712-1725. Para esta obra se empleó piedra del río Teapa que se transportaba de mano en mano hasta llegar a la construcción. El templo es una obra colonial de un solo campanario. Fue reconstruido en el año de 1960. Del 1 al 12 de diciembre se celebra en el templo la festividad de la Virgen de Guadalupe.

#### Templo Santiago Apóstol
Fue el segundo templo en erigirse, su construcción se inició en 1725 y finalizó unos años después, este se encuentra en el centro de la ciudad y funge como parroquia, pero no se descarta la posibilidad de que sea elevado al rango de catedral por las modificaciones que se han hecho para su beneficio. En 1896 el ayuntamiento compró el reloj que fue colocado entre los dos campanarios. En 1902 fue colocada alrededor una artística reja. El templo fue destruido casi por completo por las fuerzas "garridistas" en 1935 y reconstruida en 1937.

#### Templo Esquipulas
Fue construido en 1780 teniendo como figura central un “Cristo Moreno”. Su campanario es un arco del cual dependen tres campanas de diferentes tamaños, teniendo en ambos extremos dos figuras con puntas de lanza de forma triangular, con las puntas orientadas hacia arriba. En la parte superior de la fachada se encuentra insertada una cruz de concreto, así como otra en el arco del campanario, cabe recalcar que este fue el único templo que no se destruyó durante la época garridista, porque lo utilizaron como cuartel militar.

### Ecoturísmo

#### Hacienda El Azufre Balneario y SPA
Balneario de aguas sulfurosas, famoso por sus aguas termales y curativas localizado sobre la carretera federal 195 Villahermosa-Tuxtla Gutiérrez tramo Teapa-Pichucalco. Cuenta con tres albercas, dos chapoteaderos, SPA, palapas, cabañas, restaurante, sanitarios, vestidores, área de juegos, estacionamiento para automóviles y áreas verdes. Además de tener una maravillosa e impresionante vista de la sierra tabasqueña.

#### Balneario Puyacatengo
Localizado sobre la carretera estatal Teapa-Tacotalpa. El río Puyacatengo, cuyo nombre significa “en la orilla del agua salada”, es un extraordinario recurso natural para la recreación, la armonía y el esparcimiento. Durante el recorrido de 14 km que describe su meandro por diversos puntos, se localizan varios balnearios que son muy concurridos durante el verano y sobre todo en Semana Santa, en donde los turistas pueden disfrutar de las aguas cristalinas. Los balnearios cuentan con diversos servicios como: restaurantes, palapas, baños, asadores y estacionamiento para automóviles.

#### Grutas de Coconá

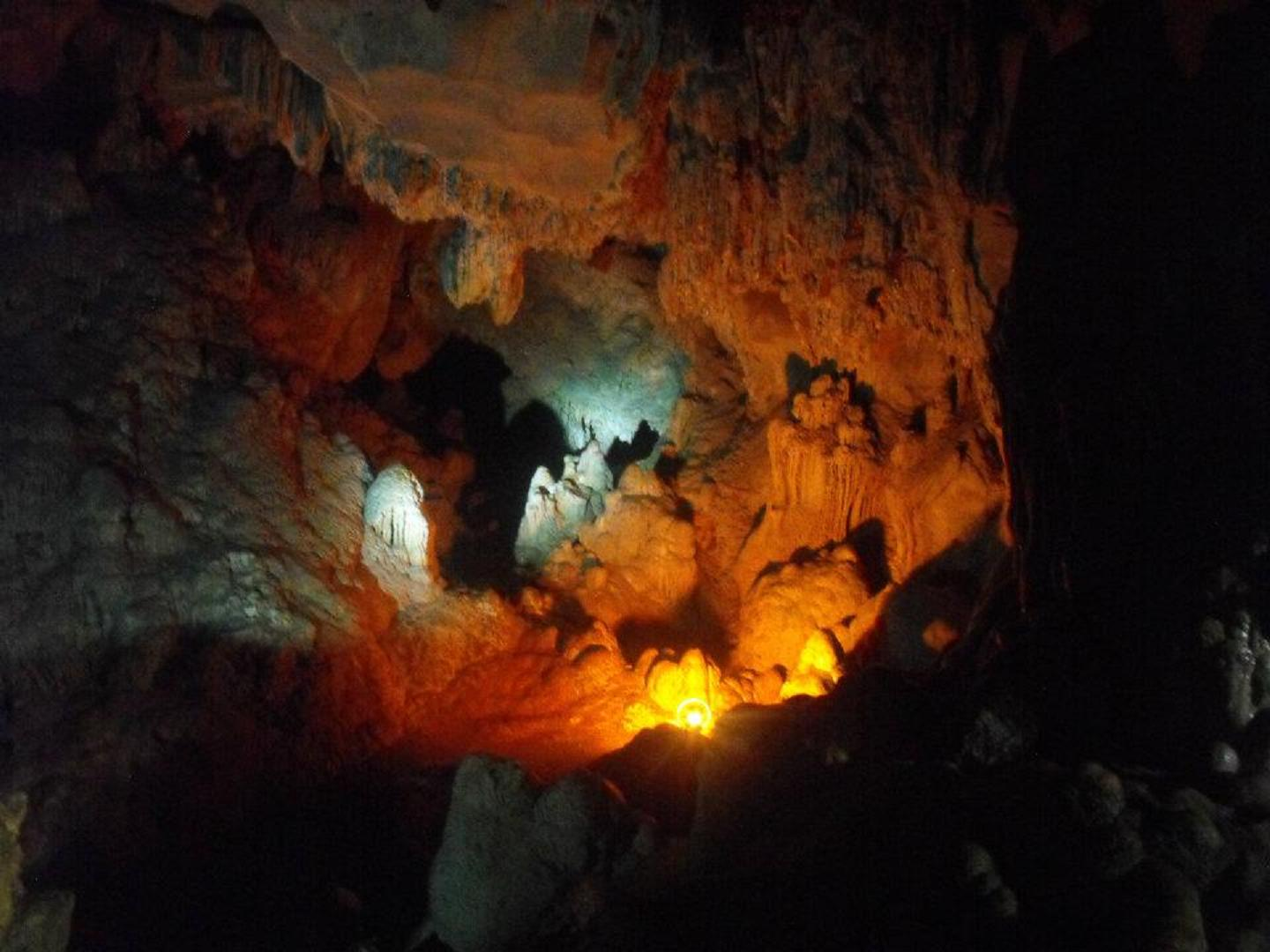
Monumento ecológico "Grutas de Coconá".

Localizadas en el cerro del mismo nombre, estas grutas descubiertas por el naturista y explorador Romulo Calzada, se localizan a sólo 2 km de la cabecera municipal. Es un Área Natural Protegida que posee exóticas cavernas divididas en ocho salones denominados: "de los fantasmas", "boca de león", "la calabaza", "tres colas de serpientes", "la regadera", "cenote de los peces ciegos", "mujer sin cabeza" y "la gran bóveda celeste" y ofrece al visitante espectaculares formaciones de estalactitas y estalagmitas con efectos de luz que pueden recorrerse a través de sus 500 m de trayecto con andadores que facilitan el acceso. Resultan de gran interés sus bóvedas y una laguna interior.
Se puede apreciar un espectáculo de luz y sonido. Tiene cómodas instalaciones de restaurantes, asadores, palapas y estacionamiento para automóviles.

#### Mirador
Ubicado en la ciudad de Teapa, desde aquí a una altura de 60 m se puede observar una panorámica hermosa del río Teapa. En el lugar, existen locales comerciales y restaurante con el mismo nombre y de calidad turística.

## Comunicaciones

### Carreteras
Para llegar al municipio de Teapa por carretera, existen dos opciones:
- Carretera federal n.º 195 Villahermosa-Tuxtla Gutiérrez, la cual llega hasta la ciudad de Teapa. Esta carretera comunica al municipio con la ciudad de Villahermosa de la que dista 50 km.

- Carretera estatal Teapa-Tacotalpa-Jalapa. Esta carretera comunica al municipio con los municipios de Tacotalpa, Jalapa, Macuspana y la capital del estado.

### Ferrocarril
En la ciudad de Teapa se localiza una estación del Ferrocarril del Sureste (Coatzacoalcos-Mérida), la cual conecta a la ciudad con la red ferroviaria nacional. 
El Ferrocarril del Sureste se fue inaugurando por tramos, conforme avanzaba la obra. El 12 de septiembre de 1949 llegó a Teapa la primera máquina de vapor, marcada con el número 710 de Ferrocarriles Nacionales de México.
Con un total de 738 kilómetros y 28 puentes los trabajos del Ferrocarril del Sureste concluyeron en 1950. El Ferrocarril del Sureste fue inaugurado el lunes 29 de mayo de 1950; la inauguración la realizó el presidente Miguel Alemán en la ciudad de Campeche. Se fijó un simbólico clavo de oro que el presidente de la República colocó en el último durmiente que se puso en la vía.
El 27 de julio de ese año el presidente Alemán, le envió al gobernador Francisco J. Santamaría un Clavo de Plata como símbolo conmemorativo de la inauguración del ferrocarril. Este clavo era una reproducción exacta de aquel de oro que clavó el presidente Alemán en la vía frente a la estación de Campeche. El clavo fue enviado en un estuche de plata; Santamaría dio instrucciones para que fuera colocado en una vitrina especial en el Museo de Tabasco, así como la carta que le envió el secretario. No se sabe a la fecha dónde se encuentra ese clavo.
Se necesitaron tres sexenios para terminar el proyecto, y se bautizó con el nombre de Pedro Agustín González al puente ubicado sobre el río de Tacotalpa. El impacto que el Ferrocarril del Sureste ejerció en toda la región modificó la actividad económica y la vida social de las personas. Los nombres de las estaciones se volvieron de uso común: Tancochapa, Moloacán, Cuichapa, Francisco Rueda, Emilio Carranza, Tachicón, Chicoacán, La Crimea, Pixoyal, Bayamón, Allende, Huimanguillo, Pichucalco, Teapa, Tacotalpa, entre otros.

## Artesanías
En las comunidades se elaboran cestos o canastos de bejucos, capas de mantas con hule hevea y butacas de cuero; de la misma manera se tallan las maderas preciosas y se producen arcones, baúles  y roperos, entre otros artículos.

## Fiestas y tradiciones

#### Fiestas populares
- Señor de Esquipulas: el 15 de enero en el templo de Esquipulas.

- Fiesta de la Santa Cruz: se lleva a cabo el 3 de mayo en el templo de Esquipulas.

- Feria Municipal: es celebrada desde el 30 de abril hasta el 5 de mayo en el parque La Sultana.

- Fiesta de San Juan: se realiza el 24 de junio en la Villa de Juan Aldama.

- Fiesta del Señor de las Lluvias: se organiza el 14 de septiembre en las parroquias de Santiago Apóstol (antigua).

- Fiesta del Gremio Ferrocarrilero: se festeja el 7 de noviembre en la estación ubicada en la colonia Reforma.

- Fiesta de la Virgen de Guadalupe: se celebra del 1 al 12 de diciembre en el Santuario de Tecomajiaca.

- Carnaval Teapaneco: se organiza entre los meses de enero y febrero.

#### Charreria

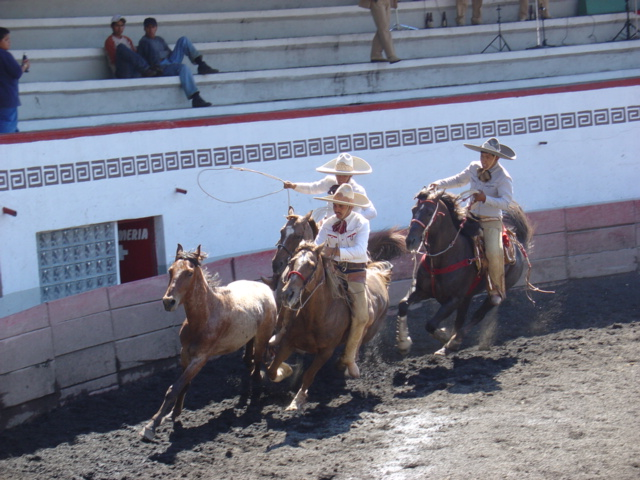
La charrería teapaneca, una de las más importantes y reconocidas a nivel regional.

Este municipio se destaca por la charreria siendo reconocido a nivel estatal. La famosa charrería teapaneca representa uno de los entrenimientos más importantes de sus habitantes ya que cotidianamente se hacen eventos en el "Lienzo Charro" de la ciudad de Teapa, en donde se realizan competiciones con equipos de otros municipios de Tabasco y de otros estados del sureste. Es una tradición que se transmite de generación en generación y que en la actualidad sigue en pie.

### Trajes típicos
Las mujeres:
- Falda larga floreada con bastante vuelo (con el fondo en color verde), blusa blanca de algodón con cuello bordado de flores en punto macizo o con figuras alusivas al plátano (principal distintivo de Teapa) y el reboso color verde (distingue la región a la que pertenece el municipio a nivel estado).

Los hombres:
- Pantalón y camisa blanca de manta, paleacate rojo al cuello, sombrero chontal, morral, machete y bush.

### Gastronomía
Alimentos: el tradicional mone “comida hecha de carne o pescado con el momo y legumbre de la región y especias”.
Dulces: una gran riqueza de dulces y jaleas derivadas del plátano; caramelos, dulce de leche de cacao, torta de castaña, pan de nata,  dulce de mango y de naranja.
Bebidas: pozol frío, chorote (mezcla de maíz con cacao), chocolate caliente, pinol y polvillo de maíz, agua de matalí, limón y naranja.

## Personajes nacidos en Teapa
- Félix Fulgencio Palavicini
- Elizabeth Dupeyrón
- Humberto Dupeyrón